# Tiririca (álbum)
Tiririca é o álbum de estreia do cantor e humorista brasileiro Tiririca, lançado em 1996, a princípio, de forma independente. Devido ao grande sucesso alcançado por Tiririca em circos no Ceará, os barraqueiros locais se cotizaram e pagaram as primeiras mil cópias deste álbum, que bateu índices recordes de vendagem de mais de 1,5 milhão de cópias, isso graças à exaustiva execução nas rádios da canção de estilo regional nordestino "Florentina", no repertório deste. Distribuída inicialmente pelas regiões de Juazeiro do Norte e Pernambuco, pouco tempo depois a música se tornou conhecida nacionalmente. A gravadora Sony Music comprou o disco e o lançou nacionalmente. Outra canção do álbum que obteve relevante sucesso foi "Eu Sou Chifrudo".
O primeiro CD também causou muita polêmica, pois continha a canção "Veja os Cabelos Dela", considerada por muitos como racista. Não obstante, os discos foram apreendidos, a execução das canções pelas rádios foi proibida e Tiririca foi processado por racismo. Ao fim, ele acabou sendo absolvido da acusação.
Em 2011, a Sony foi condenada pelo Tribunal de Justiça do Estado do Rio de Janeiro a pagar mais de R$1,2 milhão de indenização pela acusação de racismo.

## Faixas
Todas as faixas são de autoria do próprio Tiririca.
| N.º | Título                  | Compositor(es) | Duração |  |
| 1.  | "Florentina"            | Tiririca       | 2:28    |  |
| 2.  | "Eu Sou Chifrudo"       | Tiririca       | 2:59    |  |
| 3.  | "Ela é Magrela"         | Tiririca       | 2:39    |  |
| 4.  | "O Gatinho Pitito"      | Tiririca       | 2:50    |  |
| 5.  | "A Dança do Baco-Baco"  | Tiririca       | 3:25    |  |
| 6.  | "Meninos de Rua"        | Tiririca       | 3:25    |  |
| 7.  | "Vai Com Deus"          | Tiririca       | 1:45    |  |
| 8.  | "Eu Vou Falar Pra Tu"   | Tiririca       | 2:21    |  |
| 9.  | "Tatá Não Tá"           | Tiririca       | 2:51    |  |
| 10. | "Pescaria de Cágado"    | Tiririca       | 3:49    |  |
| 11. | "Qual o Preço do Piqui" | Tiririca       | 3:28    |  |
| 12. | "Veja os Cabelos Dela"  | Tiririca       | 3:26    |  |

### Certificações
| Brasil (ABPD)                             | 6× Platina | 1996 | 500.000* |
| *número de vendas baseado na certificação |            |      |          |